# 프랑코 콜라핀토
프랑코 알레한드로 콜라핀토(Franco Alejandro Colapinto, 2003년 5월 27일 ~ )는 아르헨티나의 자동차 경주 선수이다. 2024년 FIA 포뮬러 2 챔피언십에서 MP 모터스포츠 소속으로 참가하고 있으며, 2024년 포뮬러 원 시즌 중간 로건 사전트를 대체하여 윌리엄스 레이싱 소속으로 잔여 경기를 출전하게 되었다. 2023년부터 윌리엄스 드라이버 아카데미 소속으로 활동했으며, 아르헨티나 출신으로는 2001년 가스통 마자카네 이후로 처음 출전한 F1 드라이버이다.